# Staicele
Staicele (ryska: Стайцеле) är en ort i Lettland.   Den ligger i kommunen Alojas novads, i den norra delen av landet, 110 km norr om huvudstaden Riga. Staicele ligger 47 meter över havet och antalet invånare är 1 175.
Terrängen runt Staicele är mycket platt. Runt Staicele är det mycket glesbefolkat, med 6 invånare per kvadratkilometer. Närmaste större samhälle är Mazsalaca, 18,3 km öster om Staicele. I omgivningarna runt Staicele växer i huvudsak blandskog.